# کاستل دی سانگرو
کاستل دی سانگرو (به ایتالیایی: Castel di Sangro) یک کومونه در ایتالیا است که در استان لاکویلا واقع شده‌است.

## خصوصیات
کاستل دی سانگرو ۸۳٫۹۸ کیلومترمربع مساحت و ۶٬۱۰۹ نفر جمعیت دارد و ۸۰۵ متر بالاتر از سطح دریا واقع شده‌است.